# 4049 Noragalʹ
4049 Noragalʹ (1973 QD2) là một tiểu hành tinh vành đai chính được phát hiện ngày 31 tháng 8 năm 1973 bởi T. M. Smirnova ở Nauchnyj. Tênd after Nora Galʹ, Soviet translator.